# Битва при аль-Валадже
Битва при ал-Валадже между силами Арабского халифата и Сасанидским государством произошла в мае 633 года на территории современного Ирака. Халид ибн Валид разбил троекратно численно превосходящие персидские силы, используя тактику, подобную применённой Ганнибалом в битве при Каннах.

## Предыстория
После смерти пророка Мухаммеда халифом стал Абу Бакр. Победив в войнах с вероотступниками, он в 633 году начал завоевание окрестных земель. Первый удар арабы направили против Сасанидской империи, атаковав территорию современного Ирака; арабские силы возглавил лучший полководец халифата — Халид ибн Валид.
Хормуз — персидский наместник пограничного округа Дашт-и Мешан (перс. «دشت میشان»‎) — узнав о выступлении мусульман, отправил информацию в столицу, а сам с армией выступил им навстречу. В сражении, которое вошло в историю как «битва сцеплённых», сасанидская армия была разбита арабами, а сам Хормуз убит. Остатки войск отступили к Евфрату, где соединились с новой персидской армией, которой командовал генерал Каринз ибн Карьянз. В последовавшей за этим битве на реке мусульмане вновь разбили сасанидов, убив трёх персидских генералов.

## Концентрация сасанидских армий
Узнав о поражении в двух битвах, сасанидский император Йездигерд III приказал сконцентрировать в персидской столице Ктесифоне две армии. Войска собирались со всех городов и гарнизонов империи (за исключением тех, что стояли на границе с Византией). Через несколько дней первая армия была готова, её возглавил Андарзагар — губернатор провинции Хорасан.
Персидское командование полагало, что арабы не рискнут удаляться далеко от пустыни, и двинутся в северо-западный Ирак вдоль Евфрата, поэтому Андарзагару было приказано двигаться к ал-Валадже и там встретить мусульман. Он отправился с армией из Ктесифона вдоль восточного берега Тигра, пересёк Тигр у Каскара, прошёл на юго-запад к Евфрату, пересёк Евфрат у Валаджи и разбил там лагерь. По пути под его знамёнами собрались многие местные арабы, а также остатки разгромленных персидских армий.
У ал-Валаджи Андарзагар ожидал Бахмана — командующего второй армией, который должен был прибыть с войсками и взять на себя командование объединёнными силами. Армия Бахмана вышла из Ктесифона через несколько дней после первой, и пошла между Тигром и Евфратом прямо на ал-Валаджу.

## Подготовка мусульман
Победа в битве на реке была очень важной для мусульман: почти без потерь они разбили большую персидскую армию и захватили много добычи. После неё Халид ибн Валид организовал эффективную разведывательную сеть из местных арабов, плохо относившихся к персам. Агентура проинформировала ибн Валида о концентрации персидских армий в районе ал-Валаджи и об их большой численности. Целью ибн Валида была Аль-Хира, и ал-Валаджа находилась как раз на пути туда. С армией в 15 тысяч человек он двинулся туда кратчайшим путём вдоль южного края больших болот, и за несколько дней до ожидавшегося подхода армии Бахмана прибыл к Валадже, расположившись лагерем неподалёку от неё. Перед мусульманами стояли две проблемы:
1. Ожидалось соединение двух персидских армий. Для решения этой проблемы нужно было действовать быстро, чтобы разбить одну из них до того, как подойдёт другая.
2. Персидские солдаты, сумевшие спастись в прежних сражениях, вновь получали оружие и снова сражались против мусульман. Чтобы этого больше не было, ибн Валид решил заманить персидские войска в ловушку и уничтожить их полностью.

Ибн Валид поручил Сувайду бин Мукаррину управление захваченными районами. На нижнем Тигре были размещены отряды для охраны реки, чтобы не дать возможность свежим силам неприятеля атаковать мусульман оттуда.

## Дислокация войск
Поле битвы представляло собой плоскую равнину, примерно в полусотне километров к юго-востоку от современного города Ан-Наджаф, протянувшуюся между двумя низкими гребнями, каждый из которых имел длину порядка 3 км и высоту 7-10 м. За северо-восточным гребнем протекал один из рукавов Евфрата, южный конец равнины уходил в пустыню
Персидский командующий Андарзагар расположил свою армию в центре равнины, фронтом на юго-восток, разделив её на центр и крылья. Позади её находился Западный гребень, левый фланг шёл к Северо-восточному гребню.
Халид ибн Валид выстроил свою армию фронтом против персидского фронта, также разделив её на центр и крылья; крыльями войска мусульман командовали Асим бин Амр и Адди бин Хатим.
Персидская тяжёлая кавалерия была размещена Андарзагаром позади боевого построения с задачей прикрывать фланги пехоты в случае обхода их противником. Халид ибн Валид, зная, что значительно превосходит противника по количеству всадников (мусульманское войско насчитывало 5 тысяч конников и 10 тысяч пехотинцев), разработал свой великий манёвр окружения персидской армии арабской кавалерией. В отличие от известного манёвра Ганнибала при Каннах, арабский полководец использовал кавалерию не из-за флангов своих войск, а со стороны неприятельского тыла. В ночь перед битвой два арабских кавалерийских отряда по 2 тысячи всадников каждый пробрались за находящийся в тылу у персов Западный гребень и притаились там, ожидая сигнала своего командующего, чтобы атаковать противника сзади.

## Сражение
Персидский командующий решил придерживаться оборонительной тактики, и позволить мусульманам атаковать. Свою контратаку он запланировал провести тогда, когда нападающие войска достаточно выдохнутся.
Первая фаза битвы протекала по плану Андарзагара. Используя резервы, персы меняли солдат в первой линии, что позволило им выдержать общую атаку мусульман.
Вторая фаза битвы — контратака сасанидской армии. Увидев признаки утомления у мусульманских солдат, персидский командующий решил, что настал нужный момент, и послал свои войска вперёд. Какое-то время мусульмане их сдерживали, но персы продолжали оказывать давление. По приказу Халид ибн Валида центр мусульманского построения начал медленно и в порядке отходить, в то время как крылья остались на месте. В результате мусульманский строй изогнулся дугой, втягивая всё больше и больше персидских войск в ловушку в центре.
В этот момент Халид ибн Валид подал сигнал своей кавалерии, прятавшейся в персидском тылу, и та атаковала с тыла сасанидскую конницу, обратив её в бегство. После этого лёгкая арабская конница атаковала фланги и тылы сасанидской пехоты, и вместе со своей пехотой завершила окружение основной части персидской армии. Атакуемые со всех сторон, персидские солдаты превратились в слабоуправляемую массу. Из ловушки спаслось лишь несколько тысяч человек.
Персидский командующий Андарзагар тоже сумел выбраться из ловушки, но вместо района Евфрата бежал в пустыню, где, по слухам, и умер от жажды.

## Результат
За битвой при ал-Валадже последовала Битва при Уллайсе, в которой Халид ибн Валид разгромил ещё одну персидскую армию и её местных арабских союзников и в итоге взял Хиру — столицу Месопотамии — в конце мая 633 года.